# I grandi successi vol.3
I grandi successi vol.3 è una musicassetta incisa da Nilla Pizzi nel 1991 per la Duck Record.

## Tracce
1. Tornerai
2. Non ti scordar di me
3. Un mondo a metà
4. L'amore è una cosa meravigliosa
5. Serenata
6. Quando un amore finisce
7. La strada del bosco
8. Solamente per amore
9. Mandolino
10. A mezza strada
11. Restiamo buoni amici
12. Ti voglio tanto bene